# Eiphosoma dearmasi
Eiphosoma dearmasi is een insect dat behoort tot de orde vliesvleugeligen (Hymenoptera) en de familie van de gewone sluipwespen (Ichneumonidae). De wetenschappelijke naam van de soort werd voor het eerst geldig gepubliceerd door Fernandez-Triana & Grillo Ravelo in 2007.